# Bosau
Bosau är en kommun och ort i Kreis Ostholstein i förbundslandet Schleswig-Holstein i Tyskland.
Kommunen ingår i Amt Großer Plöner See tillsammans med nio kommuner i Kreis Plön.